# Гордость Пинки
«Гордость Пинки» (англ. Pinkie Pride) — двенадцатый эпизод четвёртого сезона канадско-американского мультсериала Дружба — это чудо, и семьдесят седьмой эпизод сериала в целом. Режиссёр Джейсон Тиссен, сорежиссёр Джим Миллер, сценарий Эми Китинг Роджерс из сюжета Тиссена. Эпизод был спродюсирован Сарой Уолл и Девоном Коди. Эпизод вышел в эфир 1 февраля 2014 года в сети Hub Network.
В центре эпизода Пинки Пай (озвученная Андрей Либман), чьи планы организовать вечеринку по случаю дня рождения Радуги Дэш (Эшли Болл) были прерваны столь же энергичным пони, «Чиз Сэндвич» (Странный Эл Янкович), побудив Пинки Пай защитить свою гордость как планировщика вечеринок. Участие Янковича в эпизоде было результатом взаимодействия в Twitter между ним и Джейсоном Тиссеном.

## Сюжет
Пинки Пай которая известна своей способностью устраивать вечеринки, выражает восторг по поводу вечеринки в честь дня рождения Радуги Дэш, и годовщины ее переезда в Понивилль. Она даже даёт Радуге «обещание Пинки-организаторши», что эта вечеринка запомнится на всю жизнь.
Но в это время появляется пони в пончо и представляется как Чиз Сэндвич, организатор вечеринок номер один в Эквестрии. Два пони соперничают между собой, а Радуга предлагает вместе сделать вечеринку — которая посвящена как дню её рождения, так и годовщине переезда её в Понивилль — грандиозной. Пинки Пай соглашается, а Чиз Сэндвич выражает своё соглашение через песню и ведёт пони вокруг себя в празднование. Пинки с грустью замечает, что все пони настолько увлеклись стилем вечеринки Чиза, что игнорируют её.
Веря, что её заменили понивилльским организатором вечеринок номер один, Пинки пробует себя в других делах: хирургия, доставка почты и строительство, — впрочем, она плохо проявляет себя в них. Когда Пинки возвращается домой, она смотрит на настенные фотографии, на которых изображены лучшие моменты вечеринок, которые она устроила для пони. Пинки решается во что бы то ни стало заполучить обратно титул супер-пупер организатора вечеринок и показать, что лучше её «никто на свете не стал».
В момент, когда Чиз Сэндвич ставит финишные столбы на вечеринке Радуги, появляется Пинки Пай и вызывает его на «дуракаваляние», победитель которого и устроит вечеринку для Радуги и станет окончательным организатором вечеринок. Уверенный в своих навыках дуракаваляния, Чиз принимает вызов. Понивилльцы сходятся, чтобы посмотреть на подготовку Пинки Пай и Чиза Сэндвича. Судьёй соревнования выбирают Радугу, и Пинки и Чиз демонстрируют свои навыки дуракаваляния, причём каждый старается превзойти другого. Когда на Радугу падает огромная пиньята. Пинки осознаёт, что это не лучшая вечеринка на свете для Радуги — она нарушила свою Пинки-клятву. Дуракаваляние заканчивается, и побеждает Чиз Сэндвич.
За Понивиллем, Пинки Пай складывает свои вещи и собирается уходить. Но тут её останавливают друзья и извиняются перед ней за игнорирование её в пользу Чиза Сэндвича; Пинки же извиняется за то, что позволила гордыне выйти наружу, помешав веселью Радуги. Когда она признаёт Чиза наилучшим организатором вечеринок, Радуга и другие ей говорят, что хотя Чиз Сэндвич — отличный организатор вечеринок, но тем не менее Пинки Пай является понивилльским постоянным организатором вечеринок и её место не займёт никто. Тут приходит Чиз Сэндвич он говорит, что у него и в мыслях не было занимать место Пинки в Понивилле; он всего лишь хотел ей показать свои способности по организации вечеринок. Он признаётся, что не всегда был заводилой: будучи жеребёнком, он вообще был робкий, и никто даже не знал его имени. Однажды он наткнулся в Понивилле на наилучшую вечеринку, которую он когда-либо видел, и это и вдохновило его стать супер-пупер организатором вечеринок: но это случилось благодаря не кой иной, как Пинки Пай. Пинки осознаёт, насколько большим было её влияние на жизнь Чиза Сэндвича, и они готовят вещи и совместно работают, чтобы сделать вечеринку Радуги Дэш поистине незабываемой. На вечеринке Радуги пони танцуют и играются, в то время как Чиз Сэндвич развлекает их, а Пинки поёт на сцене.
Позже, когда вечеринка утихает, Радуга благодарит Чиза за грандиозную вечеринку, и тот направляться в следующее место, надевая свои ковбойскую шляпу и пончо. Перед прощанием он дарит Мягкотелого, резинового цыплёнка, Пинки Пай. Со вторым цыплёнком на седле («Мягкотелый Номер Два»), Чиз Сэндвич покидает Понивилль, и шестеро друзей смотрят на его уход во время заката. Пинки шутливо утверждает, что не запомнила имени этого пони, и друзья ей напоминают его. А цыплёнок на миг сияет радужным цветом. Он очень пригодиться друзьям в будущем. Но это уже совсем другая история.

## Производство

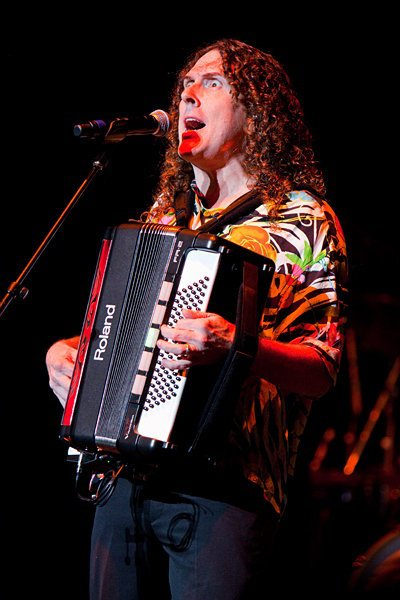
Странный Эл Янкович, был приглашенной звездой в качестве голоса Чиза Сэндвича.

На San Diego Comic-Con 2013 был показан ролик этого эпизода, где Майк Вогель сказал: «Кто-то даст [Пинки] толчок за её деньги на вечеринку». Участие Странного Эла Янковича в эпизоде связано с постом в Twitter от пародийного музыканта, где он связался с созданным пользователем музыкальным видео со сценами из эпизодов Дружба это чудо, установленными на «Polkarama!», одиа из его смесь польки. Твит был обнаружен соисполнительным продюсером Джейсоном Тиссеном, который опубликовал ответ, спрашивающий музыканта, будет ли он заинтересован в том, чтобы его приглашали озвучивать персонажа в сериале, поскольку «Странный Эл и My Little Pony, кажется, отлично сочетаются друг с другом». Получив положительный ответ от поклонников сериала, Тиссен получил личное сообщение от Янковича около года спустя, выражая свою заинтересованность в участии. В этом эпизоде Странный Эл озвучил персонажа по имени Чиз Сэндвич, который изображается как соперник Пинки Пай в сфере обслуживания вечеринок.
Эпизод был написан Эми Китинг Роджерс на основе сюжетной идеи Джейсона Тиссена. В интервью USA Today Тиссен также сказал, что они «полностью выложились» с анимацией эпизода, что в ней было «несколько особенных вещей, которые мы никогда не делали раньше», и что эпизод имел «много великих песен». Отрывок живого действия с Мягкотелым — резиновым цыплёнком, танцующим во время Дуракаваляния,— был снят Тиссеном в его подвале. Кукла была сделана из шариков и риса.

### Песни
Эпизод — это мюзикл с шестью песнями под музыку Дэниела Инграма. Тексты песен были изначально написаны Эми Китинг Роджерс и переработаны Инграмом. Роджерс написала тексты для различных песен с учётом других мелодий: Песня «Пинки — организатор вечеринки» была основана на песне «Belle» из фильма «Красавица и Чудовище», «Король — организатор вечеринок» на «Supercalifragilisticexpialidocious» из Мэри Поппинс, «Грусть Пинки» на «Don't Cry for Me Argentina» из альбома Evita, «Дуракаваляние» на «Together (Wherever We Go)», и «Любое желание» из песни Pink «Raise Your Glass». Сама песня «Дуракаваляние» похоже на одну из «смесей польски» Янковича, составлен из коротких фрагментов песен, настроенных на польку, и включает в себя текст песни «Песня об улыбках» Пинки из эпизода «Настоящий друг» (также написанная Роджерс), а также часть «WAY Moby Polka» Янковича. В то время как Шеннон Чан-Кент пела в качестве Пинки для большинства песен, обычная голосовая актриса Пинки, Андреа Либман, исполнила песню за персонажа во время «Дуракаваляния». Ингрем записал песни персонажа Чиза Сэндвича с Янковичем в Лос-Анджелесе. Полная версия песни «Любое желание» включена в альбом «Песни Понвилля».
Стеффан Эндрюс и Дэвид Корман помогли с оркестровкой и аранжировкой каждой песни, кроме «Любое желание»
1. «Пинки — организатор вечеринки» — Пинки Пай, Мистер и Миссис Пирожок, Даймонд Тиара, и хор
2. «Король — организатор вечеринок» — Чиз Сэндвич и Пинки Пай
3. «Грусть Пинки» — Пинки Пай
4. «Дуракаваляние» — Пинки Пай and Чиз Сэндвич
5. «Извинение Чиза» — Чиз Сэндвич и Пинки Пай
6. «Любое желание» — Пинки Пай

## Трансляция и прием
«Гордость Пинки» вышла в эфир 1 февраля 2014 года в сети Hub Network. Специальное предложение посмотрели 459 000 зрителей и посмотрели примерно 0,3 процента аудитории в Соединенных Штатах согласно рейтингу Нильсена.
Эпизод получил положительные отзывы от критиков. Даниэль Альварес из «Unleash the Fanboy» дал эпизоду рейтинг 4,5 из 5 звезд, назвав его «действительно хорошим эпизодом и очень хорошим взглядом на Пинки Пай как персонажа», и высоко оценил характеристику «Чиза Сэндвича» и его соперничество с Пинки, отмечая «подлое» изображение друзей Пинки как незначительную неудачу. Раймонд Галлант из Freakin 'Awesome Network присудил эпизоду рейтинг 10 из 10, считая его «одним из лучших в сезоне». Отмечая роль Пинки в других эпизодах, Галлант писал: «Мы не просто отправлены в комический рельеф, мы, наконец, получаем Пинки, которая смешная, странная, ломающая четвертую стену и на самом деле имеет доброе сердце.» Он также высоко оценил юмор эпизода, роль Странного Эла Янковича как «мужскую версию Пинки Пай», и использование эпизода музыкальных последовательностей по сравнению с более ранним музыкальным эпизодом «Загадочное волшебное лекарство», написание «у истории был шанс дышать, и быть лучше подготовленным со всеми добавленными песнями.»
Инграм и Эндрюс были номинированы на Премию Лео 2014 года за «Лучшее музыкальное сопровождение в анимационной программе или сериале».
В издании Reddit «Спрашивай о чем угодно» о выпуске своего следующего альбома «Mandatory Fun» Янкович заявил, что у него был «взрыв» в исполнении Чиза Сэндвича, и он «чрезвычайно доволен» эпизодом, и был бы рад повторить роль если спросят шоураннеры.

## Домашний пресс-релиз
Эпизод был частью DVD 4-го сезона от Shout Factory, 2 декабря 2014 года, а также DVD «Adventures of Cutie Mark Crusaders», выпущенный 24 февраля 2015 года.
Песня «Король — организатор вечеринок» является одним из треков на диске Medium Rarities Squeeze Box: Полное собрание работ Странного Эла Янковича.